# Lista de membros titulares da Academia Brasileira de Ciências empossados em 2004
Esta lista contém os nomes dos membros titulares da Academia Brasileira de Ciências empossados em 2004.
| Imagem | Nome                            | Datas de nascimento e falecimento       | Local de nascimento | Área de especialização | Alma mater                   | Data de posse       | Conhecido por | Referências |
| ------ | ------------------------------- | --------------------------------------- | ------------------- | ---------------------- | ---------------------------- | ------------------- | --- | ----------- |
|        | Alberto Passos Guimarães Filho  | 29 de agosto de 1939                    | Maceió, AL          | Ciências Físicas       | UFRJ                         | 01 de junho de 2004 | Co-fundador da revista de divulgação científica Ciência Hoje, da SBPC |             |
|        | Carlos Holger Wenzel Flechtmann | 10 de agosto de 1938                    |                     | Ciências Agrárias      | USP                          | 01 de junho de 2004 | |             |
|        | Celso Lafer                     | 07 de agosto de 1941                    | São Paulo, SP       | Ciências Sociais       | USP                          | 01 de junho de 2004 | Quinto ocupante da cadeira 14 da Academia Brasileira de Letras, eleito em 21 de julho de 2006 na sucessão de Miguel Reale Presidente do Conselho Deliberativo do Museu Lasar Segall Membro da Corte Permanente de Arbitragem de Haia Autor de Gil Vicente e Camões (1965) Ministro das Relações Exteriores do Brasil (2001 — 2003) |             |
|        | Diogo Onofre Gomes de Souza     | 25 de novembro de 1947                  |                     | Ciências Biomédicas    | UCPel                        | 01 de junho de 2004 | |             |
|        | Eugenius Kaszkurewicz           | 24 de setembro de 1945                  |                     | Ciências da Engenharia | ITA                          | 01 de junho de 2004 | |             |
|        | Fábio de Melo Sene              | 07 de julho de 1942 11 de junho de 2023 |                     | Ciências Biológicas    | USP                          | 01 de junho de 2004 | Editor chefe da revista da SBG Genetics and Molecular Biology (2002 - ?) | [ 2 ] [ 3 ] |
|        | João Lúcio de Azevedo           | 31 de julho de 1937                     | São Paulo, SP       | Ciências Agrárias      | USP                          | 01 de junho de 2004 | |             |
|        | Jorge Luiz Gross                | 21 de outubro de 1946                   |                     | Ciências da Saúde      | UFRGS                        | 01 de junho de 2004 | |             |
|        | Léo Afraneo Hartmann            | 24 de setembro de 1945                  | Selbach, RS         | Ciências da Terra      | Universidade de Harvard, EUA | 01 de junho de 2004 | |             |
|        | Marcos Nogueira Eberlin         | 04 de março de 1959                     | Campinas, SP        | Ciências Químicas      | UNICAMP                      | 01 de junho de 2004 | a reação de Eberlin | [ 4 ] [ 5 ] |
|        | Nanuza Luiza de Menezes         | 27 de setembro de 1934                  |                     | Ciências Biológicas    | USP                          | 01 de junho de 2004 | gênero de plantas Nanuza. Foi co-criadora e editora do Boletim de Botânica e da Revista Brasileira de Botânica | [ 6 ] [ 7 ] |
|        | Paulo Sérgio Lacerda Beirão     | 06 de dezembro de 1949                  |                     | Ciências Biomédicas    | UFMG                         | 01 de junho de 2004 | saturação de canais iônicos. Propôs que os canais de potássio sensíveis à ATP pertencem a uma família distinta dos canais ativados por cálcio | [ 8 ] [ 9 ] |